# 郵筒 (顯示技術)
郵筒（Pillarbox），又称邮筒模式，指的是在宽螢幕格式视频中两边的黑边，与信箱模式相对。造成邮筒模式的主要原因是，宽螢幕视频播放的源文件不是宽螢幕格式的视频，或者在一个较宽纵横比的画面上播放图片。为了减少Pillarbox对螢幕美观度的影响，采用16:9制式的电视频道常使用动态图形或高清标识遮挡Pillarbox黑边。
一些早期的街机游戏长度较高，宽度较窄，即使在4:3的螢幕上显示，也常有Pillarbox。
邮筒模式是和信箱模式相对应的两种主要的黑边形式，在英语中也被称作“反信箱模式”。